# 孔维 (演员)
孔维（1977年9月13日—），原名孔镱珊，女，汉族，贵州人，中国大陆演员。

## 生平
毕业于北京电影学院表演系（96届），与赵薇、陈坤、黄晓明、郭晓冬、何琳、颜丹晨、张恒、许还幻、李柯竺、郑佳欣、張佳蓓为同班同学。毕业后，成为北京人民艺术剧院的演员。曾出演电影《命运呼叫转移》、《太阳照常升起》、《时尚先生》、电视剧《婚变》。于2009年8月24日在国外剖腹产一子。

## 作品

### 电视剧
- 2021年 《不说再见》飾 林悠悠
- 2020年 《刺》(網絡劇)飾 温教授
- 2018年 《和平饭店》飾 姚苰
- 2016年 《决胜》飾 信芳
- 2013年 《X女特工》飾孫維君
- 2008年 《射雕英雄传》饰梅超风
- 2006年 《守望爱情》
- 2006年 《九连环》
- 2005年 《我把初吻献给谁》
- 2005年 《迷蝶》
- 2005年 《以朋友的名义》饰:苏丽 导演:俞钟
- 2004年 《深喉》饰:槐凝    原著:张欣
- 2004年 《蝴蝶飞飞》饰:金薇薇    导演:何澍培
- 2003年 《画魂》饰:安娜    导演:关锦鹏
- 2003年 《天之云地之雾》饰:林菲    导演:庞好
- 2002年 《行棋无悔》饰:张茗    导演:安占军
- 2002年 《铿锵玫瑰》饰:刘雯    导演:张凤良
- 1999年 《口红》饰:江晓畅    导演:李源
- 1999年 《西部太阳》饰:玛依古丽  导演:雷宪河
- 《至爱亲朋》饰肖珊珊

### 电影
- 2008年 《时尚先生》饰叶青
- 2007年 《命运呼叫转移》
- 2006年 《太阳照常升起》饰演：老唐的老婆 导演：姜文
- 2003年 《百年好合》饰演：师妹  导演：杜琪峰
- 1998年 《国歌》 饰演：梅香 导演：吴子牛

### 舞台剧
- 2000年 人民艺术剧院 《日出》饰:陈白露
- 1999年 北京电影学院 《北京人》饰:愫芳
- 1998年 北京电影学院 《悲悼》饰:克里斯汀

### 广告
- 松下荧光灯
- 西南航空

## 延伸阅读
[在维基数据编辑]